# Crow Flies High Village
Crow Flies High Village var en lille, indfødt by i McKenzie County, North Dakota, beboet af hidatsaer og mandaner under hidatsa høvding Crow Flies High fra 1884 til 1894. Byen lå tæt på Missouri River og bestod af flere bræddehytter og en enkelt jordhytte til fælles brug.
Arkæologer undersøgte byarealet i 1952, inden det blev oversvømmet af vandet i det kunstigt skabte Garrison Reservoir.:137  Fundstedet er registreret som 32MZ1.

## Crow Flies High Village
Crow Flies High og hans tilhængere grundlagde byen i 1884 efter at være beordret væk fra deres første by tæt på Fort Buford højere oppe ad Missouri River og tilbage i deres reservat.:16  Mindst 25 familier:149  opførte kvadratiske eller rektangulære:148  træhytter med jordgulv på en løftet bred lidt vest for floden.:147  Mange hytter var med et ildsted af en slags under en simpel skorsten;:148  en enkelt bygning havde nok en ovn.:165  De fleste hytter lå i en irregulær halvcirkelform om en jordhytte med en åben plads omkring. Alle hjalp til med at bygge jordhytten, der var beregnet til fælles arrangementer.:149 
Kvinderne konstruerede forrådsgruber til majs og andre afgrøder i eller omkring familiehjemmet.
Som begravelsesplads anvendte indbyggerne en højderyg et stykke fra byen.:140 
Efter amerikansk krav lå byen placeret i hidatsa-, mandan- og arikara stammens fælles reservat, Fort Berthold Indian Reservation. Nye landafståelser til USA i 1886 omfattede imidlertid arealet med byen, og indbyggerne blev boede i amerikansk territorium, til de forlod Crow Flies High Village otte år senere:140  under militær eskorte.:141 

### Livet i byen
Byens kvinder dyrkede jorden i en frodig ådal omkring 800 meter borte,:150  og desuden anlagde de haver højere oppe ad Missouri River.:149  Mændene jagede vildt,:148  og med skindene byttede de sig til bl.a. sukker og kaffe.:119  Nogle satte fiskefælder i floden.:150  Salg af brænde til forbipasserende hjuldampere bidrog også til familiernes underhold.:158 
Byens jordhytte var centrum for sociale arrangementer som f.eks. dans styret af to ledere, der sad midt i hytten.:151 
I byens korte eksistens flyttede nogle familier væk og andre overtog deres hytte, eventuelt efter visse individuelle tilpasninger.:142 
Hidatsaerne og mandanernes tradition med at tilbringe årets koldeste måneder i mindre udsatte vinterbyer i lavtliggende floddale blev holdt i hævd af nogle af byens folk.:155 

## De arkæologiske fund
Bypladsen var mekanisk kultiveret gennem årtier i 1900-tallet, og kun en svag fordybning i jordoverfladen røbede pladsen med jordhytten.:137  Mange glasskår, metalstykker og andet lå pløjet op på arealet.:140 
Byens forrådsgruber var mellem 60:143  og 180 centimeter dybe og rummede bl.a. dåser, søm, skelettet af en tam-kalv:144  samt glasperler. En brækket pilespids menes at have ligget i jorden længe før byen eksisterede.:146 
Den sene etablering af byen genspejles i indbyggernes store brug af amerikansk/europæisk fremstillede redskaber og varer. Dåser med firmanavne på oprindeligt fyldt med f.eks. tobak, stegefedt eller bagepulver dukkede op sammen med stumper af mekanisk legetøj:165  og et porcelænsben af en dukke. Endvidere en legetøjspistol til knaldhætter, en mundharmonika, sakse og en hængelås med nøgle. Flere patronhylstre, hvoraf nogle er påstemplet 1886 eller 1887 som fabrikationsår, kom op af mulden:166  og også et stykke af et haveredskab af metal.:165 